# Championnats panaméricains de cyclisme de 2001
Navigation
Championnats panaméricains 2000 Championnats panaméricains 2002
Les Championnats panaméricains de cyclisme sont les championnats continentaux annuels de cyclisme sur route et sur piste pour les pays membres de la Confédération panaméricaine de cyclisme.
Les compétitions se disputent, en Colombie, du 20 au 26 août à Medellín, dans le département d'Antioquia. Deux cents compétiteurs représentant dix-neuf pays sont présents. Il faut toutefois noter l'absence de la délégation américaine, excusée au dernier moment. La délégation du pays hôte est la plus nombreuse avec trente-et-un sportifs, suivie de celle des Chiliens, venus avec vingt-quatre prétendants. À l'inverse, le Panama et l'Équateur n'ont déplacé qu'un seul coureur.

## Podiums

### Cyclisme sur piste
Les compétitions se disputent, du lundi 20 au vendredi 24 août, au vélodrome "Martín Emilio Rodríguez", de Medellín.
| Épreuves                | Or                                                                              | Argent                                                                   | Bronze                                                         |
| ----------------------- | ------------------------------------------------------------------------------- | ------------------------------------------------------------------------ | -------------------------------------------------------------- |
| Compétitions masculines |                                                                                 |                                                                          |                                                                |
| Kilomètre               | Michel Pedroso                                                                  | Jim Fisher                                                               | Enzo Cesario                                                   |
| Keirin                  | Barry Forde                                                                     | Michel Pedroso                                                           | Drapeau de l'Argentine                                         |
| Vitesse individuelle    | Barry Forde                                                                     | Steen Madsen                                                             | Michel Pedroso                                                 |
| Vitesse par équipes     | Canada Lars Madsen Steen Madsen Doug Baron Jim Fisher                           | Colombie                                                                 | Chili                                                          |
| Poursuite individuelle  | Edgardo Simón                                                                   | Guillermo Brunetta                                                       | Marco Arriagada                                                |
| Poursuite par équipes   | Chili Antonio Cabrera Marco Arriagada Luis Fernando Sepúlveda Marcelo Arriagada | Argentine Guillermo Brunetta Ezequiel Romero Edgardo Simón Juan Curuchet | Colombie Arles Castro José Serpa John Durango John Fredy Parra |
| Course aux points       | Marco Arriagada                                                                 | Leonardo Duque                                                           | José Sánchez                                                   |
| Américaine              | Colombie Leonardo Duque Víctor Herrera                                          | Chili                                                                    | Argentine Juan Curuchet Gabriel Curuchet                       |
| Élimination             | Juan Curuchet                                                                   | José Aravena                                                             | Juan Cabrera                                                   |
| Compétitions féminines  |                                                                                 |                                                                          |                                                                |
| 500 mètres              | Yumari González                                                                 | Daniela Larreal                                                          | Diana García                                                   |
| Vitesse individuelle    | Daniela Larreal                                                                 | Yumari González                                                          | Diana García                                                   |
| Poursuite individuelle  | María Luisa Calle                                                               | Belem Guerrero                                                           | Yuliet Rodríguez (en)                                          |
| Course aux points       | Belem Guerrero                                                                  | Yuliet Rodríguez                                                         | Dayana Chirinos                                                |

### Cyclisme sur route
Les compétitions se disputent, du vendredi 24 au dimanche 26 août, à Medellín.
| Épreuves                                | Or                     | Argent                 | Bronze               |
| --------------------------------------- | ---------------------- | ---------------------- | -------------------- |
| Compétitions masculines élite           |                        |                        |                      |
| Course en ligne                         | Juan Diego Ramírez     | Hernán Bonilla         | Javier Zapata        |
| Contre-la-montre                        | Jairo Hernández        | Javier Zapata          | Svein Tuft           |
| Compétitions masculines moins de 23 ans |                        |                        |                      |
| Course en ligne                         | Luis Felipe Laverde    | José Rujano            | Franklin Raúl Chacón |
| Contre-la-montre                        | Rafael Silva (pt)      | José Serpa             | José Rujano          |
| Compétitions féminines                  |                        |                        |                      |
| Course en ligne                         | Flor Marina Delgadillo | Belem Guerrero         | Martha López         |
| Contre-la-montre                        | María Luisa Calle      | Flor Marina Delgadillo | Yuliet Rodríguez     |

## Tableau des médailles
57 médailles étaient distribuées lors de ces championnats.
| Rang  | Nation    | Or | Argent | Bronze | Total |
| ----- | --------- | -- | ------ | ------ | ----- |
| 1     | Colombie  | 7  | 6      | 5      | 18    |
| 2     | Cuba      | 2  | 3      | 3      | 8     |
| 3     | Chili     | 2  | 2      | 4      | 8     |
| 4     | Argentine | 2  | 2      | 2      | 6     |
| 5     | Barbade   | 2  | 0      | 0      | 2     |
| 6     | Venezuela | 1  | 2      | 3      | 6     |
| 7     | Canada    | 1  | 2      | 1      | 4     |
| -     | Mexique   | 1  | 2      | 1      | 4     |
| 9     | Brésil    | 1  | 0      | 0      | 1     |
| Total | Total     | 19 | 19     | 19     | 57    |